# Ivan Bakmaz
Ivan Bakmaz (Zagreb, 1941. – 2014.) je hrvatski dramatičar. 
Bio je član Društva hrvatskih književnika.

## Životopis
Rođen je u Zagrebu 1941. godine gdje je 1965. na Filozofskom fakultetu završio studij književnosti i psihologije. Poslijediplomske studije Bibliotekarstva i informacijskih znanosti magistrirao 1979. godine. Radio je kao nastavnik, bibliotekar, a od 1973. radio u Staroslavenskom institutu.

## Znanstveni radovi
- Pisar i tiskar u osobi Blaža Baromića, 1998.
- Biblijska čitanja u hrvatskoglagoljskim brevijarima, 2004.

## Književni rad
Kao student bavio se glumom, a svoje dramske radove počinje objavljivati 1968. godine u časopisu Prolog.  Napisao je preko pedeset dramskih tekstova, uglavnom kritičke tekstove o suvremenom društvu ili biblijske parabole također s kritikom suvremenog društva. Sedamdesetih i osamdesetih bio je jedan od hrvatskih najcjenjenijih dramskih pisaca:  drame su mu objavljivane,praizvedene u uglednim kazalištima, režirali su ih ugledni redatelji a neke od predstava su imale kultni status u hrvatskom glumištu (Šimun Cirenac,  Vjerodostojni prizori, Ispit iz hrvatske književnosti,Ozračje, a u dječjem kazalištu Jeronim i lav).
Za vrijeme Domovinskog rata, hrvatsko kazalište u to doba zanimale teme koje u sebi nose viši smisao, priče koje u sebi nose temeljne ljudske emocije, tople emocije koje su u predstavama na kraju izazivale katarzu jer je upravo sve to gledateljima pomagalo da preživje ružan svijet oko nas. Tako   mu je 1992. izvedena praizvedba Glas u pustinji, te ponovno postavljene drame Ozračja i Ispit iz hrvatske književnosti.
Koncem rata kazališta su se vratila svojim modama i trendovima koji su prihvaćali kritiku društva kao visoku umjetnost i za Bakmaza, koji se okrenuo biblijskoj tematici i bavljenjem izvorima dobra, više nije bilo puno mjesta. Od devedesetih drame su mu uglavnom igrale na radiju gdje mu je izvedeno između ostalog i Šešir, Susret u Damasku,  Zagec ili zagrljaj grada i slobode, povodom 900 obljetnice grada Zagreba ili Josip Prekrasni. Na radiju je odigran i Bazen (1995.) drama koja o Domovinskom ratu govori iz druge vizure: srpskog vojnika koji dolazi psihijatru na liječenje, psihijatru koji ga je odveo u rat a sad zbog toga ima teške traume.
Neka djela su mu prevedena na engleski i španjolski jezik.

## Kazališne izvedbe drama
- Vježbe u Goethe institutu režija Miroslav Međimorec, HNK u Varaždinu, 1976.; režija Studentsko kazalište Obala,  Sarajevo, 1986.; režija Boris Lučić, Kazališna grupa Viktora Cara Emina, Rijeka, 1992.
- Šimun Cirenac režija Georgij Paro, Zagrebačko kazalište mladih, 3.11.1977.;  režija Radovan Miladinov, SKUD Ivan Goran Kovačić, Zagreb, 1982.; režija Nenni Delmestre, Splitsko ljeto, HNK u Splitu, 1989.
- Vjerodostojni doživljaji sa psima, režija Petar Veček, HNK u Varaždinu, 1981.
- Ispit iz hrvatske književnosti, režija Miroslav Međimorec, DK Gavella, 6. 10. 1982.;  režija Marin Carić, Teatar ITD, 4. 11. 1992.
- Na kućnoj njezi, režija Vladmir Milčin, HNK u Varaždinu, 1983.
- Kupido, režija Ivica Kunčević, HNK u Zagrebu (Mala scena), 1984.
- Ozračje  režija Ivica Kunčević, ZKM, 20. 10.1987.;  režija Ivica Kunčević DK Gavella, 5.06.1992.
- Jahači apokalipse, režija Matko Sršen, Kazalište Virovitica, 1982.; režija Marin Carić, HNK u Mostaru 1986.; režija Boris Lučić, Kazališna grupa Viktora cara Emina, Rijeka, 1991.
- Stepinac, glas u pustinji, režija Petar Veček, HNK u Varaždinu, 5. 06. 1992.

## Izvedene radio drame
- Radio adaptacije: Kupido, Vježbe u Goethe-Institutu, Vjerodostojni doživljaji sa psima, Šimun Cirenac, Jahači apokalipse i Glas u pustinji.
- Originalne radio drame: Preobražaj (1968), Kočnice i zvona (1969), Most (1970), Stadion (1973), Kinderfrajla (1974), Diploma (1975), Dijalozi Grgura Niks Pape (1978), Motivi (1980), Pobačaj ili rekapitulacija (1982), Imam svoju računicu (1983), Anđeoski kor praščića (1984), Automortabile (1985), Šešir (1986.), Otvoreni studio (1990)  Susret u Damasku (1992) Zagec ili zagrljaj grada i slobode, povodom 900 obljetnice grada Zagreba (1994),  Bazen (1995), Josip Prekrasni (1996.)

## Dječje i lutkarske drame
- Šešir i šeširica  režija Edi Majaron; Dječje pozorište Banja Luka, sezona 1975/1976.; režija Edi Majaron, Lutkovno gledališče Maribor, 1977/76; režija   Nevenka Benković, Kazalište lutaka Domino, Rijeka,  1977/78.
- Sasvim trknuta olovka   režija Berislav Brajković,  Kazalište lutaka Domino,  Rijeka,  1973.
- Poludjela bojica Lutkovno gledališče u Mariboru,  1979/80;
- Ivana Brlić Mažuranić/Ivan Bakmaz Čudnovate zgode šegrta Hlapića - Hlapić predobri, režija   Tomislav Radić, Jugoslavenski festival djeteta u Šibeniku 1968.; režija Joško Juvančić,  Zagrebačko kazalište mladih,  1977/78.
- Jeronim i lav režija Davor Mladinov,  Zagrebačko kazalište lutaka, 1979/80.
- Miško predobri  režija Tomislav Radić, Zagrebačko kazalište mladih 1987/1988.
- Trnoružica i Crna kraljica režija Darko Tralić, Gradsko kazalište Trešnja 1993.

## Uvršten u antologije
- Pješice na Mjesec u:  Jugoslavenski festival djeteta u Šibeniku, 1973.
- Poludjela bojica u:  Jugoslavenski festival djeteta u Šibeniku, 1976.
- Šešir i šeširica  u: Joža Skok (ur.) Harlekin i Krasuljica, antologija hrvatskog dječjeg igrokaza, Zagreb,   1990.
- Susret u Damasku u:  Hrvatska radio-drama 1990/91. Hrvatski radio,  Zagreb, 1991.

## Objavljene knjige
- Vjerodostojni prizori, CKD, Zagreb, 1980. (drame: Kupido, Šimun Cirenac, Vježbe u Goethe-institutu, Vjerodostojni doživljaji sa psima, pogovor Dalibor Foretić, Bilješka o piscu, Bibliografija)
- Biblijski prizori, Alfa, Zagreb 1998. (drame:  Šimun Cirenac, Susret u Damasku, Josip Prekrasni, Jahači Apokalipse, Stepinac-glas u pustinji, Bilješka o piscu, Bibliografija)
- Job, roman, Književni krug Split, 2006.

## Objavljene drame u časopisima
- Akcija i čistilište  Prolog 2/1968.
- Neprijatelj  Prolog 5/1969.
- Kupido   Kolo, 8/1971.
- Vježbe u Goethe-Institutu   Scena 5/1977.
- Šimun Cirenac   Prolog 28/1979.
- Vjerodostojni doživljaji sa psima Scena 6/1979.
- Jahači apokalipse Prolog 46/1980.
- Ispit iz hrvatske književnosti Prolog 51/52 1982.
- Ne imah braću golu gladnu Scena 2/1984.
- Prepariranje  Prolog / Teorija / Tekstovi 4/1987.
- Ozračje   Prolog 4/1987.
- Video fabula   Scena 2/1988.
- Video život   Prolog 22/1992.
- Simpozij Književna Rijeka 2/2003.

## Nagrade i priznanja
- Prologova nagrada za 1976. na Danima mladog teatra i Vjesnikova nagrada za Vježbe u Geothe institutu(HNK u Varaždinu) 1976.
- HDKKT/Hrvatsko društvo kazališnih kritičara i teatrologa proglasili predstavom godine Šimuna Cirenca  (ZKM) 1977.
- Najbolja predstava na Gavellinim večerima Vjerodostojni doživljaji sa psima (HNK u Varaždinu), 1981.
- Najbolja predstava na Gavellinim večerima Na kućnoj njezi  (HNK u Varaždinu), 1981.
- Prvomajska nagrada za sezonu 1979/80.  za  Jeronim i lav (ZKL)
- Nagrada Miroslav Krleža 1991. koju dodjeljuje Društvo hrvatskih književnika za dramu Ozračje,  kao najbolje dramsko djelo u periodu 1987. – 1990.
- Nagrada Marin Držić Ministarstva kulture za dramu Josipa Prekrasnog 1996.
- Odlikovanje redom Danice hrvatske s likom Marka Marulića za književni rad 1996.

## Vanjske poveznice
- Društvo hrvatskih književnika
- Hrvatska znanstvena bibliografija - Lista radova[neaktivna poveznica]
- Hrvatski centar ITI - UNESCO  Arhivirana inačica izvorne stranice od 18. srpnja 2007. (Wayback Machine)

- Kazališna grupa Viktora Cara Emina: Ivan Bakmaz JAHAČI APOKALIPSE, Godina 1991., kanal Siniše Posarića na YouTubeu